# Школа № 121 (Одеса)
Школа № 121 — середня загальноосвітня школа I—III ступенів в Одесі з поглибленим вивченням декількох іноземних мов. Асоційована школа ЮНЕСКО.

## Історія
Будівництво школи розпочалось у 1936 році з уламків Спасо-Преображенського собору, зруйнованого в травні 1936 року. Будівлю школи збудовано за типовим проектом архітектора Лазаря Борисовича Бєлкіна (1886—1965).
Англійська мова в школі вивчається поглиблено з 1954 року.
Під час румуно-німецької окупації в будівлі школи розміщувався склад румунських військ, після визволення Одеси — госпіталь.
Робота освітнього закладу поновилася у 1947 році. В одному будинку розміщувалися: середня школа № 58, школа ім. П. С. Столярського, музичне училище духового оркестру, відділ освіти Центрального району.
З 1947 року школа носила ім'я Лесі Українки, у 50-х — 80-х — В. П. Чкалова. У 60-ті — 80-ті роки XX століття піонерська дружина школи носила ім'я колишнього учня Яші Гордієнка .
У 60-ті — 80-ті роки XX століття школа № 121 була однією з двох в Одесі школою з українською мовою навчання.
У школі працює секція хапкідо.

## Спеціалізація школи
- англійська мова
- французька мова
- польська мова

Перші три мови вивчаються з першого класу, іспанська — з восьмого. Учні школи беруть активну участь у різноманітних олімпіадах, зокрема — олімпіаді польської мови та літератури, де змагаються на рівних з корінними поляками та учнями інших європейських країн, у сім'ях яких польська мова є рідною.

## Директори
- 1944—1949 Федченко Захарій Терентійович (1885—1955)
- 1949—1951 невідомо
- 1951—1966 Федчук Петро Лукич
- 1966—1970 Стежко Павло Миколайович
- 1970—1973 Євдошенко Ганна Яківна (1928—2007)
- 1973—1989 Волкова Інна (Енгельсіна) Миколаївна (1930—1990)
- 1989 — дотепер Семенюк Людмила Миколаївна (нар. 1948) — Відмінник освіти України, керує школою понад 30-ти років

## Відомі випускники та учні
- Яків Гордієнко (1925—1942) — партизан, керівник групи в партизанському загоні Молодцова-Бадаєва в Одесі.
- Богачинська Інна Яківна (1946) — поет, журналіст, перекладач.
- Скорик Микола Леонідович (1972) — український політик

## Цікаві факти

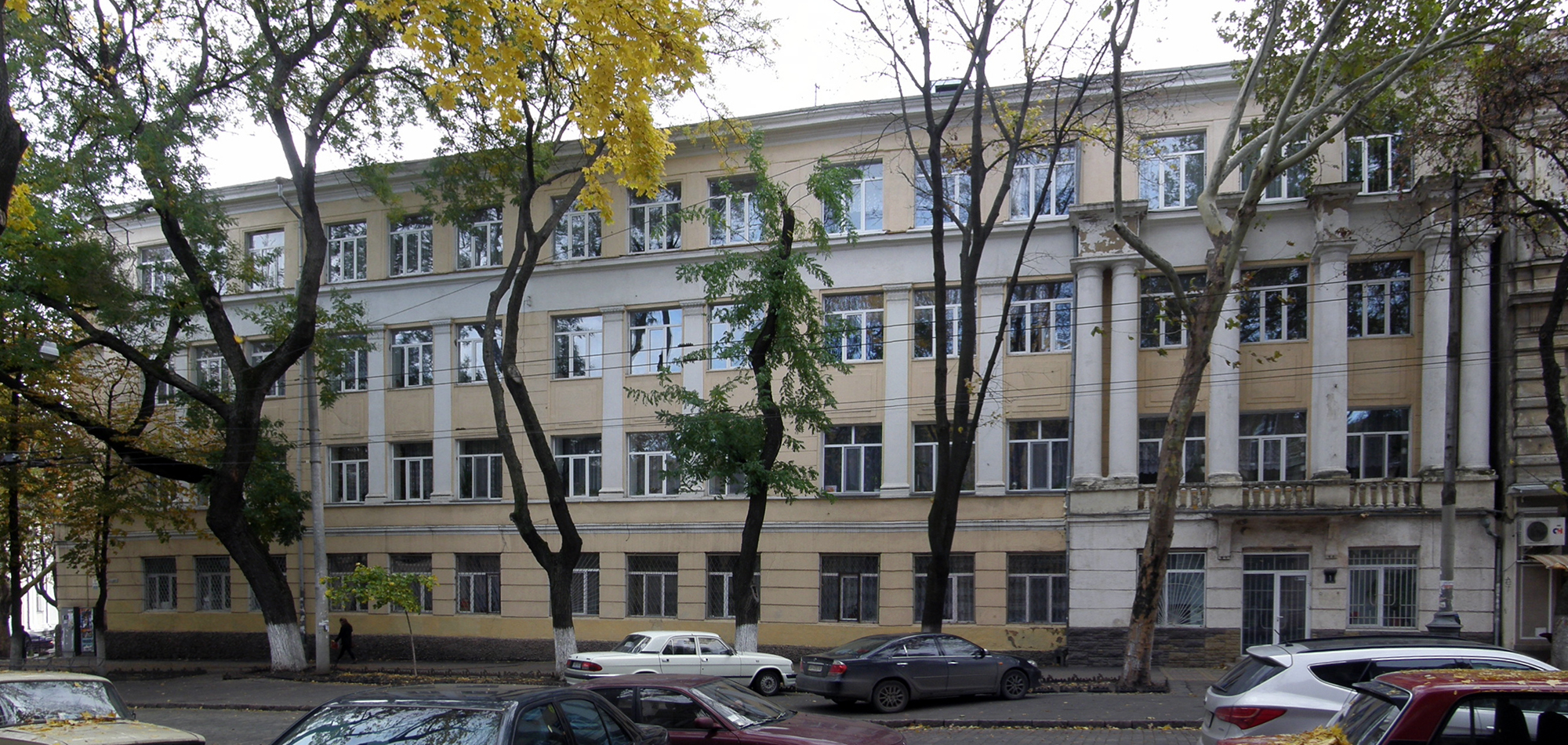
фасада по вул. Муратової

- День зустрічі випускників школи припадає на 10 квітня, тому що 10 квітня 1944 року Одеса була визволена від румуно-німецьких загарбників.

- Будівлю школи збудовано з каміння зруйнованого у 1936 році одного з величезних у той час в Україні храмів Спасо-Преображенського собору.

- Директор школи Л. М. Семенюк отримала письмове благословіння Папи Римського Івана Павла II[2].